# Los Flamingos
Los Flamingos fue un grupo chileno de música melódica existente entre 1955 y 1965. Los integrantes del grupo fueron Ariel Arancibia, Armando Navarrete, Eduardo Casas, Juan Patiño y Ernesto Vera.
Cosecharon gran éxito a fines de los 50 con la grabación de varias éxitos que los pondrían en lo más alto de la escena musical chilena, entre estos éxitos se encuentran "Marcianita" de Villota e Imperatore que con el tiempo se convertiría en su mayor éxito traspasando fronteras y grabándose distintas versiones en varios países. Otros éxitos son "Los Pantalones" "Personalidad" original del cantante norteamericano Lloyd Price y "Tan Solo una mirada" de Juan Vasquez, tema ganador del Festival de Viña 1963. 
El grupo se radicó en Argentina entre los años 1959 y 1962. Ese año regresaron a Chile para realizar un programa de televisión llamado De fiesta con Los Flamingos, emitido por Canal 13, y animado por Enrique Maluenda. Tras el fin del grupo, Armando Navarrete se hizo popular como comediante en el programa Sábados gigantes del mismo canal.

## Integrantes
- Ariel Arancibia (1956-1960)
- Armando Navarrete
- Ernesto Vera
- Eduardo Casas
- Juan Patiño
- Juan Labra Maulen
- Baldomero Cabezon (piano)